# Максимцево (Кімрський район)
Максимцево (рос. Максимцево) — присілок в Кімрському районі Тверської області Російської Федерації.
Населення становить 42 особи. Входить до складу муніципального утворення Іллінське сільське поселення.

## Історія
Від 2005 року входить до складу муніципального утворення Іллінське сільське поселення.

## Населення
| 2010 |
| ---- |
| 42   |